# 理查德·温斯泰德
理查德·奧拉夫·温斯泰德（英語：Richard Olaf Winstedt，1878年8月2日—1966年6月2日），英国历史学家，长年于马来西亚居住，曾供职于英国驻柔佛外交机构和新加坡莱佛士学院，后返回英国，于伦敦大学教授马来语，后担任英国皇家亚洲学会会长。他多年致力于马来西亚历史与语言方面的研究工作，被后人奉为该领域的权威人物。

## 扩展阅读
- E. C. G. Barrett, "Obituary: Sir Richard Winstedt", Bulletin of the School of Oriental and African Studies, University of London, Vol. 30, No. 1, 1967, pp. 272–275.
- AIM25 Archives （页面存档备份，存于）
- British Library（页面存档备份，存于）
- National University of Singapore, Presidents of Raffles College: A Biographical Sketch. Extracted March 18, 2006.